# Licania veneralensis
Licania veneralensis är en tvåhjärtbladig växtart som beskrevs av José Cuatrecasas. Licania veneralensis ingår i släktet Licania och familjen Chrysobalanaceae. Inga underarter finns listade i Catalogue of Life.